# تپه گل‌چای
تپه گل چای مربوط به اواخر است و در شهرستان قزوین، بخش مرکزی، روستای ککجین واقع شده و این اثر در تاریخ ۲۵ اسفند ۱۳۸۰ با شمارهٔ ثبت ۵۴۹۶ به‌عنوان یکی از آثار ملی ایران به ثبت رسیده است.